# ناحیه حمام بوحجر
ناحیه حمام بوحجر (به عربی: دائرة حمام بوحجر) یک ناحیه در الجزایر است که در استان عین تموشنت واقع شده‌است. ناحیه حمام بوحجر ۳۶۵٫۰۹ کیلومتر مربع مساحت و ۴۶٬۶۲۵ نفر جمعیت دارد.